# Paraamblyptilia eutalanta
Paraamblyptilia eutalanta là một loài bướm đêm thuộc họ Pterophoridae. Nó được tìm thấy ở Argentina và Chile.
Sải cánh dài 15–16 mm. Con trưởng thành bay vào tháng 11 và tháng 12.